# Día a día (programa de televisión colombiano)
Día a Día es un programa de magazín matutino de la televisión colombiana, producido y emitido por Caracol Televisión. Es presentado por Catalina Gómez, Carolina Soto, Carolina Cruz, Carlos Calero, Iván Lalinde y Alberto José Linero.

## Historia

### Día a día
Su emisión, de varias horas continuas en directo (interrumpida durante hora y media por la emisión de las 5:30 a. m. de Noticias Caracol), incluye invitados famosos, concursos, secciones de humor, consejos, sección de chismes, música e información general. A comienzos de 2009 cambió su formato para orientarse hacia un público femenino, denominándose Día a día: tu casa.
Inició el 22 de mayo de 2001 con la presentación de Jota Mario Valencia, quien salió del programa para viajar a Estados Unidos. A su regreso, entró a formar parte del Canal RCN para presentar Muy buenos días.

### Día a día en familia
El 17 de septiembre de 2016, se inicia la transmisión de Día a día en familia, una versión del programa para el fin de semana con títulos de las películas matutinas del fin de semana (las cuales tomaron el lugar de Club 10 y Play Zone). Este programa, al igual de su versión de lunes a viernes, presenta los mismos segmentos, y también narra experiencias de niños.
El programa contó con la conducción de Iván Lalinde, Karen Bray, Ana Beliza Mercado y Carlos Marín, quienes estuvieron al frente de las emisiones durante su permanencia al aire. Además, Día a día en familia incorporó una red de corresponsales en distintas ciudades del país, con Catherine Bekerman desde Cali, Diego Sáenz en Bogotá, Marianella Velilla en Barranquilla y Ana Meneses en Medellín, quienes aportaban reportajes y contenidos regionales enfocados en la vida familiar.
El 6 de noviembre de 2016, el programa fue cancelado debido a su baja audiencia.

## Presentadores

### Actuales
- Catalina Gómez (2006-actual)
- Carolina Soto (2018-actual)
- Carolina Cruz (2018-actual)
- Carlos Calero (2020-actual)
- Iván Lalinde (2021-actual)
- Juan Diego Vanegas (2021-actual)
- Frey Eduardo Quintero "Boyacomán" (2024-actual)
- Alberto Linero (2008- Actual)

### Anteriores
- Jota Mario Valencia † (2001-2002)[4]
- Marcela Sarmiento (2001-2004)[5]
- María José Barraza (2002)[6]
- Andrea Nocetti (2002)
- Javier Hernández Bonnet (2002-2005)[7]
- Hernán Orjuela (2002-2005) (2007-2009)[8]
- Camilo Montoya (2002-2006)[9]
- Salma Osejo (2002-2006)[10]
- Pedro González (2002-2008)
- Ana María Trujillo (2004-2005)[11]
- Ángela Cardozo (2005-2006)
- Salua Mrad (2005-2006)
- César Escola (2005-2007)
- María Cecilia Botero (2005-2009)[12]
- Mabel Cartagena (2006)
- Agmeth Escaf (2006-2012)[13]
- Mónica Rodríguez (2009-2019)[14]
- Juan Ignacio Velásquez (2010-2011)
- Mauricio Vélez (2012-2019)[15]
- Jhovany Ramírez "Jhovanoty" (2023-2024)
- Franck Luna "Campanita" (2024)

## Corresponsales

### Actuales
- Sandra Posada (Medellín)
- Ana María Giraldo (Cali)
- Rochi Stevenson (Barranquilla)
- Violeta González (Cali)- Reemplazos

### Anteriores
- Mónica Jaramillo (Medellín)
- Amalia Londoño (Medellín)
- Viviana Osorio (Medellín)
- Ana Milena Gutiérrez (Cali)
- Catherine Bekerman (Cali)- Reemplazos